# Truro 27A
Truro 27A är ett reservat i Kanada.   Det ligger i provinsen Nova Scotia, i den östra delen av landet, 1 000 km öster om huvudstaden Ottawa.
I omgivningarna runt Truro 27A växer i huvudsak blandskog. Runt Truro 27A är det glesbefolkat, med 9 invånare per kvadratkilometer.